# Bloody Homecoming
Bloody Homecoming to amerykański film fabularny z 2012 roku, napisany przez Jake'a Helgrena i wyreżyserowany przez Briana C. Weeda. Skupia się na losach grupy licealistów, kolejno mordowanych tuż przed szkolnym balem. 24 września 2013 film wydano na dyskach DVD w Stanach Zjednoczonych i Kanadzie. W Polsce obraz miał swoją premierę w serwisach VOD w listopadzie 2014. Projekt zebrał mieszane recenzje, najczęściej chwalące odniesienia twórców do slasherów z lat 80. lub krytykujące przeciętne walory techniczne dzieła.

## Opis fabuły
Grupa zaprzyjaźnionych licealistów − wśród nich przyjazna Loren, kąśliwa buntowniczka Nora i przywódczy gej Wade − jest świadkiem śmierci jednego ze swoich kolegów. Po roku, tuż przed hucznym balem, uczniowie zaczynają być kolejno zabijani.

## Obsada
- Lexi Giovagnoli − Loren Gregory
- Alex Dobrenko − Steve Stein
- Randi Lamey − Jaclyn Baker
- Branden Lee Roth − Wade Scott
- Taryn Cervarich − Cassie Herron
- Elizabeth Bigger − Nora Stanley
- Shaleen Cholera − Robby
- Rae Latt − pani Patterson
- Grainne McDermott − Annie Morgan
- Jesse Ferraro − Billy Corbin
- Kevin Oliver − Chris, chłopak Wade'a
- Steve Earnest − dyrektor Patterson
- Jim Tavaré − Fred, woźny